# Ruota della fortuna

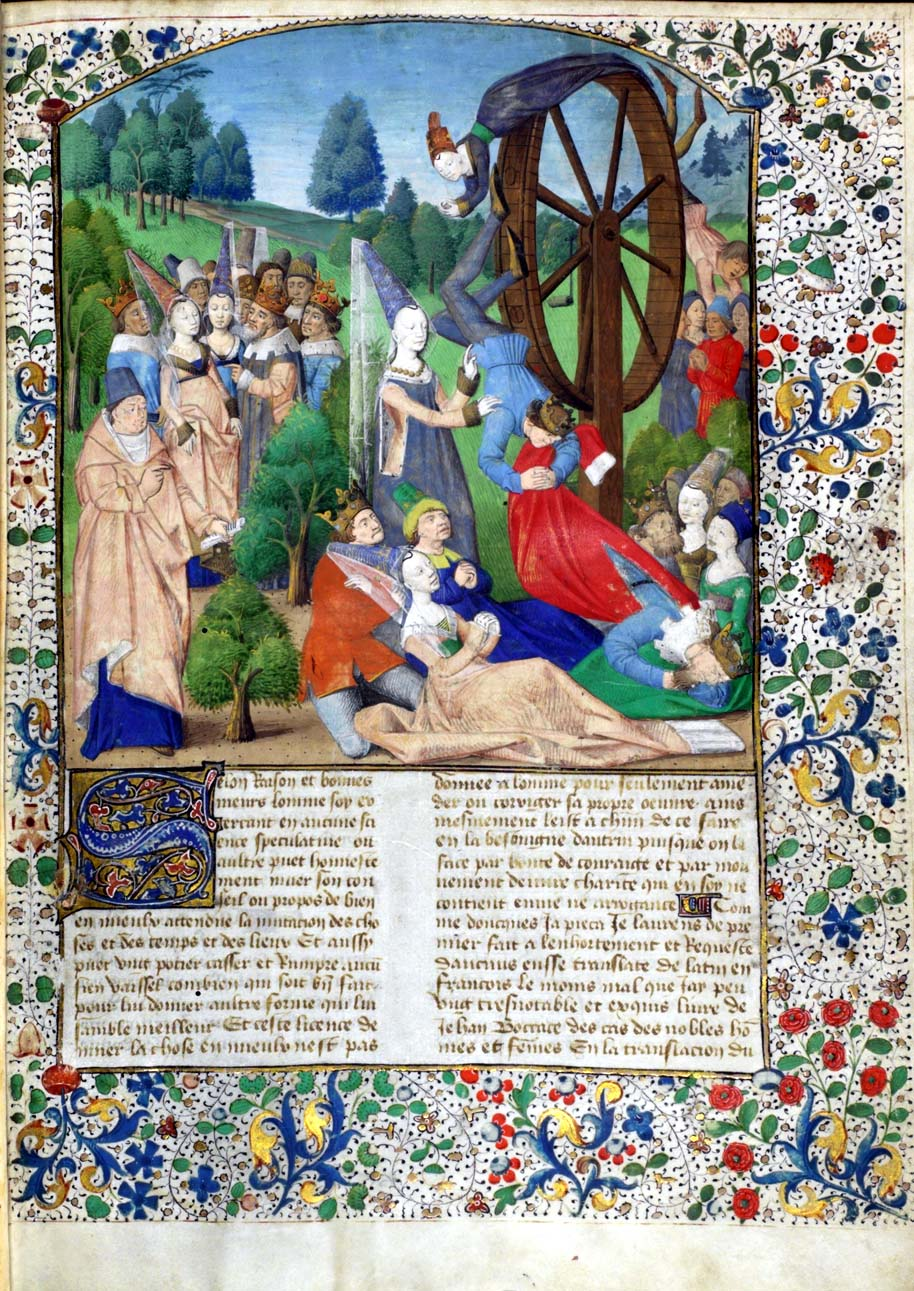
Una personificazione della Fortuna fa girare la sua ruota (da un'edizione del De casibus virorum illustrium di Giovanni Boccaccio)

Nella tradizione antica e medievale, la ruota della fortuna (in latino Rota Fortunae) era un motivo iconografico e un simbolo della imprevedibilità delle vicende umane. Con il suo girare, la ruota riproduceva talvolta ascesa, culmine, declino e caduta dei grandi della Terra, raffigurati attaccati alla ruota. La ruota era manovrata dalla dea Fortuna (equivalente della greca Tyche), raffigurata per lo più bendata.

## Antichità
Nel II secolo a.C., la ruota della fortuna diventò un topos letterario col tragediografo romano Pacuvio (Scaenicae Romanorum Poesis Fragmenta). Tacito ne attestò la diffusione nelle declamationes retoriche nel suo Dialogus de oratoribus (ca. 100 d.C.)
Il tramite per cui questo topos fu trasmesso dall'antichità classica alla cultura medievale dell'Europa occidentale è rappresentato dal filosofo tardo antico Severino Boezio, che ne scrisse nel De consolatione philosophiae (524), opera che ebbe straordinaria diffusione nel medioevo europeo.

## Medioevo

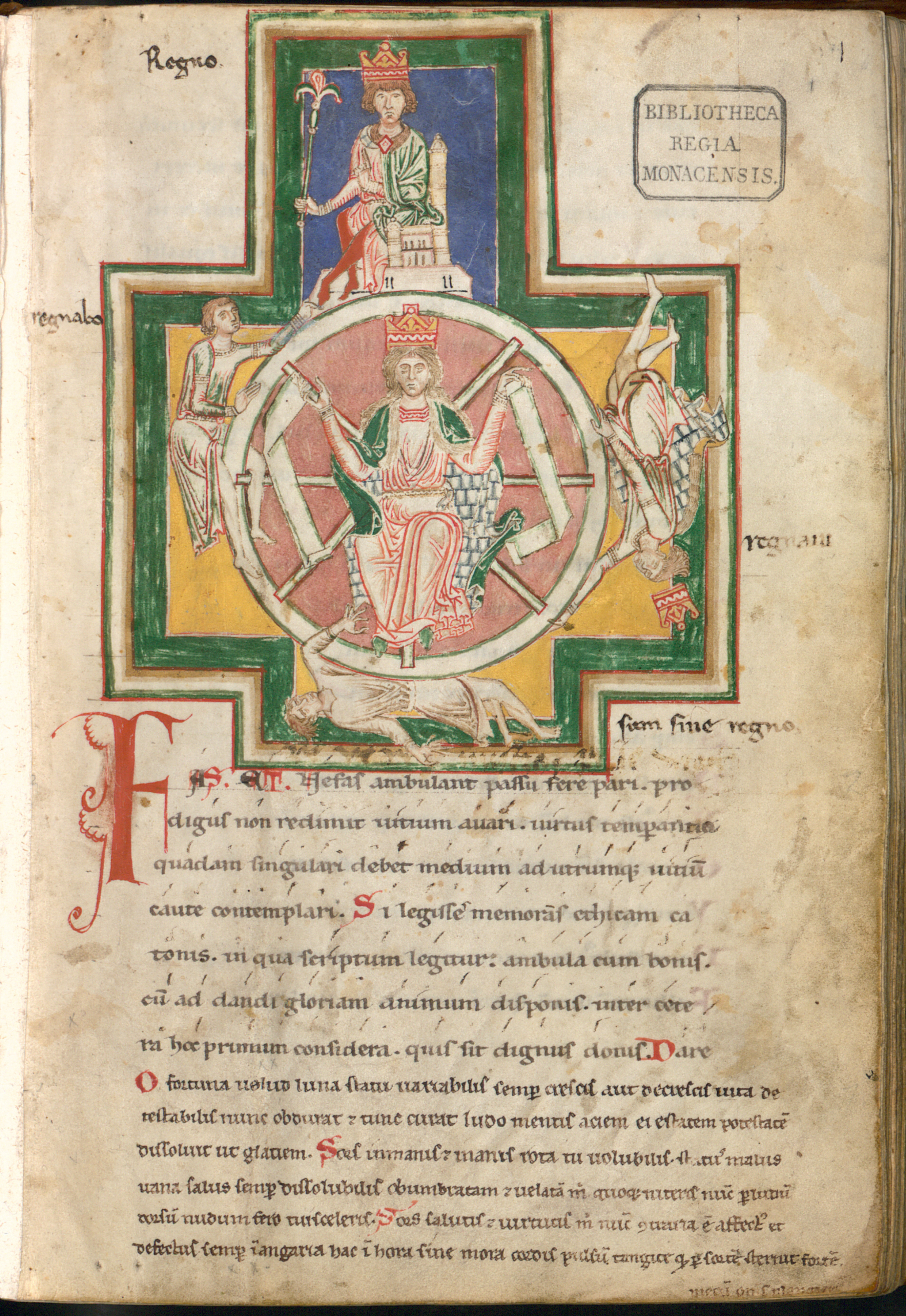
La ruota della fortuna nel codice che tramanda i Carmina Burana (XIII secolo)

Nella letteratura medievale, la ruota della fortuna fu adottata soprattutto come un'allegoria delle fortune umane, in particolare sulla caduta dei potenti. Era rappresentata molto spesso nelle miniature dei codici manoscritti; uno tra gli esempi più celebri è forse quello contenuto nel codice dei Carmina Burana, ove sulla ruota si dispongono quattro figure di re accompagnate rispettivamente dalle legende latine Regno, Regnavi, Sum sine regno, Regnabo ("Regno", "Ho regnato", "Sono privo di regno", "Regnerò"), a significare l'instabilità e la mutevolezza delle vicende degli uomini.
Anche i rosoni delle chiese talvolta riproducevano la ruota della Fortuna, come ad esempio il rosone della basilica di San Zeno a Verona, in quello del Duomo di Trento, o nella facciata della cattedrale di Ruvo di Puglia. Una rappresentazione si trova anche nel pavimento del Duomo di Siena.
La divinità pagana della Fortuna e il simbolo della ruota ricorrono nella novella Il racconto del monaco di Geoffrey Chaucer.
La Ruota della Fortuna è inoltre uno degli arcani maggiori (il decimo) dei Tarocchi.